# 서인영
서인영(徐寅永, 1984년 9월 3일 ~ )은 대한민국의 가수, 엔터테이너, 패션 디자이너, 배우이다.
2007년 첫 정규 음반 《Elly Is so HOT》을 발매하면서 솔로 데뷔를 했다. 타이틀곡 〈너를 원해〉로 활동하고 난 후, 2008년 쥬얼리로 돌아와 5집 《Kitchi Island》를 발매했다. 타이틀곡 〈One More Time〉은 공중파 3사 음악 프로그램에서 모두 1위를 하며 상업적 성공을 거뒀다. 같은 해 《우리 결혼 했어요》, 《서인영의 카이스트》를 비롯해 각종 예능 프로그램에 출연하면서 훨씬 더 많은 인기를 얻었다. 또한 싱글 〈Elly Is Cinderella〉를 발매해 타이틀곡 〈신데렐라〉는 차트 상위권에 진입했다. 2009년에는 쥬얼리의 여섯 번째 정규 음반을 마지막으로 탈퇴했다. 2010년에는 첫 미니 음반 《Lov-Elly》과 싱글 〈Ellythm〉과 같은 음악 활동을 비롯해 《영웅호걸》 등 예능 활동을 했다. 2012년에는 10년간 함께 해왔던 스타제국을 떠나 서인영 컴퍼니라는 1인 기획사를 설립했고, 세 번 인정받고 있는 몇 안되는 가수 중 한 명이다. 또한 대한민국의 대표적인 섹시 가수 중 한 명으로도 인정 받고 있다. 서인영은 마돈나, 크리스티나 아길레라와 같은 미국 여성 댄스 가수들과 엄정화가 자신의 롤모델이라고 밝혔다. 음악적 경력 이외에 패션에 관심이 많아 베이비펫 매장, 니나리치의 가방 디자이너, 슈대즐코리아의 슈 스타일리스트, 뷰티 프로그램 진행 등의 패션 활동을 하고 있다.
프로그램 님과 함께에서 스태프에게 욕설을 하여 논란이 되었고 그 후 1년만에 슈가맨에 나왔다.

## 어린 시절
서인영은 1984년 대한민국 서울특별시에서 태어났다. 서인영의 아버지는 보수적이였지만, 어머니는 자신과 많이 닮았다고 밝혔다. 이외 가족으로 여동생 서해영이 있고, 미술 공부를 했다. 서인영은 어린 시절부터 춤추고 노래하는 걸 좋아했는데, 13살부터 잡지 모델로 활동했고, 17살 때 길거리 캐스팅으로 EBS 《학교 이야기》 질투편에 출연했다.

## 학력
- 동덕여자고등학교 졸업
- 세한대학교 실용음악과 (학사)

## 경력

### 2002~06: 쥬얼리 시절
이후 배우로 본격적인 활동 할 예정이었으나, 2002년 고등학생이던 당시 친구들과 쇼핑 중 우연히 스타제국 사장에게 눈에 띄어 같은 해 쥬얼리로 데뷔한다. 처음에 가수로 데뷔했을 당시 아버지가 많은 반대를 했었지만, 서인영은 무대에 올라 공연할 때 행복했다고 한다. 서인영은 2002년, 쥬얼리의 2집 《Again》부터 새 멤버로 활동하기 시작했다. 쥬얼리가 본격적인 인기를 얻은 3집 때까지도 서인영의 존재감은 거의 없었다. 하지만 2005년 3월 15일 발매한 4집 《Super Star》의 동명 타이틀곡 〈Super Star〉는 쥬얼리에게 데뷔 5년만에 첫 1위를 가져다줬다. 이전 쥬얼리는 귀여움과 밝은 컨셉을 내세웠다면 이번 앨범부터는 섹시함과 격렬함을 내세웠다. 〈Super Star〉 클라이맥스에서 일명 털기춤을 춘 서인영 역시 자연스레 조금씩 인기를 얻기 시작했다. 〈Super Star〉 활동이 끝난뒤, 후속 앨범 《passion - summer ver.》을 발매해 〈Passion〉에서의 안무인 새로운 털기춤을 춰 더욱 알려졌다. 털기춤이 인기를 얻자 각종 예능 프로그램에 단독으로 출연하는 등 이름을 알리기 시작했다.
하지만 2006년 1월 멤버 이지현이 연기자로 활동하기 위해 쥬얼리에서 탈퇴했다. 이후 3인조로 계속해서 활동을 이어나갔다. 서인영 역시 솔로 활동을 계속 이어나갔는데, 5월 26일 발매된 V.O.S의 〈The First Time〉 리믹스 버전에 피처링으로 참여해 함께 무대에도 올랐다. 5월 29일에는 MBC 시트콤 《레인보우 로망스》 150회 꿈은 이루어진다편에 카메오로 출연했는데, 처음으로 키스신을 찍었다. 6월 12일부터 2주간 2006 독일 월드컵을 맞아 KBS 특집 프로그램 《간다면 간다! 월드컵 특공대》에서 진행을 맡았다. 8월 12일부터 17일까지 강원도 속초에서 열리는 2006 대한민국 음악대향연 진행을 맡았다. 11월에는 이지현에 이어 조민아 역시 연기 활동을 위해 탈퇴를 선언하면서 쥬얼리는 해체 위기를 맞았다. 쥬얼리는 박정아, 서인영만이 남으면서 11월 열린 Mnet KM 뮤직 페스티벌에 2명만 참석하는 등의 행보를 보였다.

### 2007~10: 솔로 활동과 쥬얼리 탈퇴
서인영의 솔로 데뷔는 2005년부터 계속 언급 돼 왔는데, 당시 솔로 데뷔를 위해 힙합댄스, 보컬 트레이닝, 체형 교정을 받는 중이라고 말했다. 2007년 3월 5일 마침내 서인영의 첫 정규 앨범이자 솔로 앨범 《Elly Is so HOT》이 발매되었다. 앨범 공개에 앞서 2007년 1월 솔로 앨범의 녹음이 마무리되었다고 알렸고, 1월 25일 '리얼 오디션 오픈 콘서트'에서 수록곡인 〈가르쳐줘요〉를 선보였다. 2월 23일에는 쇼케이스가 열렸으며, 25일에는 《인기가요》를 통해 처음으로 방송에서 선보였다. 타이틀곡은 〈너를 원해〉로, 컨셉이 굉장히 파격적이였는데, "치골 패션"과 메이크업 스타일 등 대중들에게 신선한 충격을 주었다. 그러나, 파격적인 노출로 많은 비난을 받았고, 지상파 음악 프로그램에서는 "치골 패션"이 방송 불가 판정을 받아 노출이 적은 의상으로 무대에 올랐다. 노출이 적어진 의상의 이름은 "시스루룩"이라고 불리며 역시 화제를 모았다. 서인영은 의상 심의에 대해 《조이뉴스24》와의 인터뷰에서 "우리나라가 유독 노출에 민감한 것 같다. 우리 문화가 보수적이기 때문인거 같다."라며 아쉬움을 표했다. 이후 하우스 풍의 〈너를 원해〉 리믹스 버전으로 활동했다. 〈너를 원해 remix ver.〉는 2주 연속 방송 횟수 종합 차트 1위를 차지했다. 타이틀곡 활동이 끝나고 나서 드라마 《히트》에 삽입곡으로 쓰인 〈HIT〉와 발라드 〈가르쳐줘요〉 두 곡 중 하나로 후속곡 활동을 시작하려 했고, 서인영은 음악성을 대중에게 더 선보이고 싶어해 〈가르쳐줘요〉로 활동을 시작했다. 4월 28일 《음악중심》에서 후속곡 무대를 처음으로 선보였다.

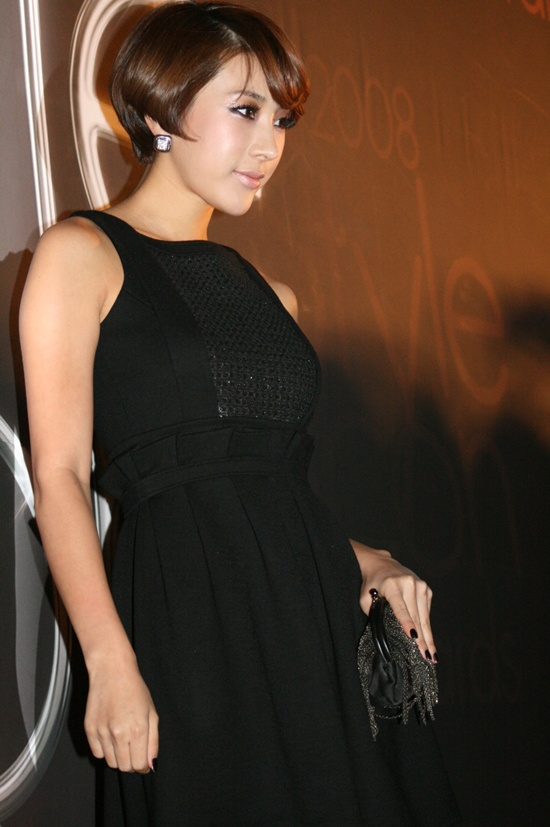
2008년 10월 30일 열린 스타일 아이콘 어워즈에 참석한 서인영.

첫 솔로 활동이 끝난 뒤, 서인영은 다시 쥬얼리로 돌아와 그룹 활동을 시작했다. 2008년 2월 20일 쥬얼리의 5집 《Kitchi Island》를 발매했다. 타이틀곡은 〈One More Time〉으로 이탈리아의 가수 인그리드의 동명의 노래를 리메이크했다. 〈One More Time〉은 하루만에 각종 실시간 차트 1위를 휩쓸었고, 안무 중 일명 "ET 춤"이 유행하였다. 컴백 2주만에 《엠카운트다운》, 《인기가요》, 《음악중심》 등 방송 차트를 비롯해 각종 음원 차트 정상을 차지했고, 《뮤직뱅크》에서는 7주 연속 1위로 신기록을 세우기도 했다. 타이틀곡 활동이 끝난 뒤, 《Kitchi Island 2》라는 후속 앨범을 발매했고 치어리더 컨셉의 〈모두 다 쉿!〉으로 활동했다. 또한 활동 당시 서인영의 헤어 스타일인 바가지 머리(버섯머리로도 알려짐)를 유행시켰다.
서인영은 이 시기부터 본격적인 인기를 얻기 시작했다. MBC 예능 프로그램 《우리 결혼 했어요》에서 크라운 제이와 호흡을 맞췄는데, 구두를 신상이라고 부르는 등 신조어를 만들어냈고 신상녀, 서인봉, 서인춘등 많은 별명이 붙으며 서인영의 이미지를 대중에게 각인시켜준 프로그램이였다. 비슷한 시기 M.net에서 방영된 리얼리티 프로그램 《서인영의 카이스트》에 출연하며 독특한 컨셉으로 많은 인기를 얻었다. 이 외에 많은 예능 프로그램에 출연하며 얼굴을 자주 비췄다. 《우리 결혼 했어요》에서 크라운 제이와 함께 부른 〈Too Much〉는 아무런 활동도 없었음에도 불과하고 1위를 차지했다.  2008년 7월 23일에는 싱글 〈Elly Is Cinderella〉를 발매하면서 두 번째 솔로 활동을 시작했다. 타이틀곡 〈신데렐라〉는 싸이의 작품으로 벨소리, 컬러링 차트 1위를 차지하는 등 인기를 얻었다. 과거 쥬얼리에서 존재감이 거의 없었던 서인영은 이번 활동을 통해 박정아보다 서인영이라는 말이 나올정도로 인기를 얻었다. 2008년 7월부터는 SBS 《야심만만 시즌2》의 MC로 활동하기 시작했고, 8월에는 유세윤과 함께 KBS 《뮤직뱅크》 MC로 활동했다. 2008년 많은 활동을 펼쳤던 서인영은 2009년 들어 출연하던 모든 프로그램에서 하차하고 미국으로 떠났다. 후에 "예능하면서 화내는 게 이미지가 돼 버렸고 어딜 가도 화를 내라고 기대하는 것 같았다. 이건 내가 원하는 삶 같지가 않았다"며 미국으로 떠난 이유를 밝혔다. 2009년 8월 27일에는 쥬얼리로 다시 돌아와 여섯 번째 정규 앨범 《Sophisticated》를 발매하고 활동했지만, 기대한 만큼 성과를 거두지 못하고 활동을 마쳤다. 특히 서인영과 박정아는 리패키지 앨범 《End And..》를 끝으로 쥬얼리에서 탈퇴하기로 결정되었고, 2010년 1월 지상파 무대에서 마지막 무대를 가졌다. 탈퇴 당시 서인영은 인기가 늘어남에 따라 해체의 원인 제공으로 오해를 사기도 했는데, "동생들에게 기회를 주기 위한 것"이라며 해명했다. 2009년 9월 5일에는 SBS 드라마 《스타일》에 카메오 천재 패션 디자이너 앨리 서 역으로 출연했다.
서인영은 2010년 6월 1일 쥬얼리에서 탈퇴 한 뒤 첫 앨범인 《Lov-Elly》를 발매했다. 이번 앨범은 발라드곡만 수록한 스폐셜 미니 앨범으로, 발매에 앞서 5월 12일 〈잘가요 로맨스〉를 선공개했는데, 이 노래는 박선주의 노래를 리메이크한 노래로, 평소 서인영의 애창곡이기도 했다. 서인영은 댄스가 주 장르인 것에도 불구하고 발라드풍의 노래를 타이틀곡으로 선정했고, 타이틀곡 〈사랑이라 쓰고 아픔이라 부른다〉는 공개되자마자 각종 음악 사이트에서 1위를 했다. 본래 이 앨범으로는 방송 활동을 할 계획은 없었지만 팬들의 요청으로 일주일간 활동을 하기로 결정했고, 6월 24일 《엠카운트다운》 출연과 동시에 1위를 했다. 서인영은 2010년 7월부터 SBS의 예능 《영웅호걸》에 출연했다. 2010년 8월 27일 열린 M.net 20's Choice에서는 공동 진행자로 발탁됐고, 리한나의 〈Russian Roulette〉과 크리스티나 아길레라의 〈Not myself tonight〉를 불렀다. 또한 서인영은 이날 세 벌의 의상을 갈아입으며 한국의 대표적인 패셔니스타다운 면모를 보였다. 10월 14일에는 대한민국의 가수 싸이의 노래 "THANK YOU" 피처링으로 참여했다. 한편, 서인영은 12월 둘째 주 컴백을 확정하였고, 2010년 12월 10일, 디지털 싱글 〈Ellythm〉을 발매하고 타이틀 곡 〈리듬속으로〉로 활동했다. 〈리듬속으로〉는 가온 디지털 차트 17위까지 진입했다.

### 2011~14: 서인영 컴퍼니 설립

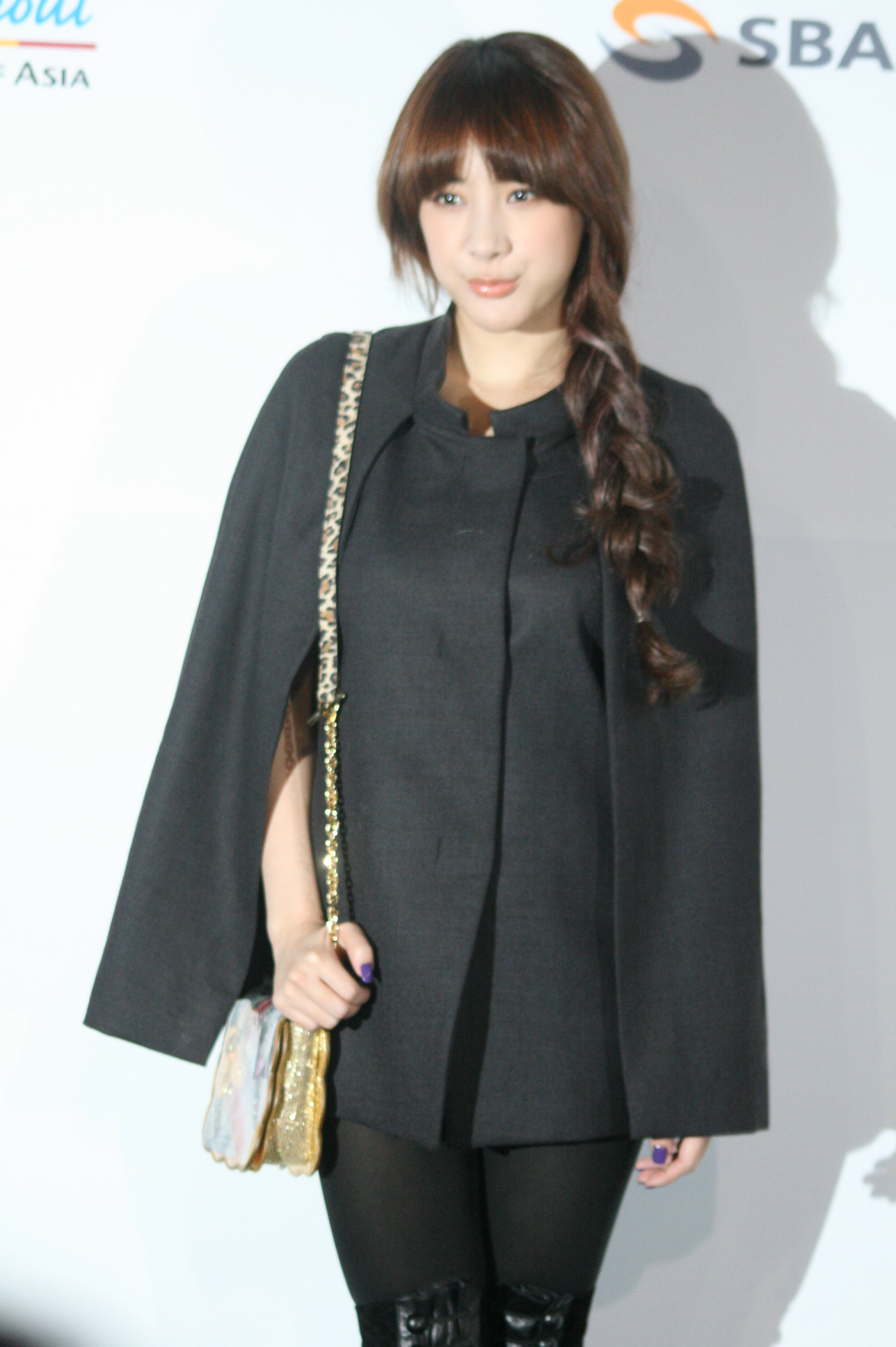
2011 추계서울패션위크에 참석한 서인영.

2011년 5월 6일 〈세수〉라는 곡을 수록한 디지털 싱글 〈Lov-Elly Part2〉를 발매했다. 서인영은 또한 M.net에서 방영되었던 《서인영의 론치 마이 라이프》 출연을 통해 나나리치 가방 론칭을 하며 패션 디자이너로 활동했었고, 광고 모델로 활동하는 메이블린 뉴욕의 아이라이너 컨셉 참여와 타투 디자이너로도 나섰다. 2011년 7월에는 MBC의 드라마 《애정만만세》의 극 중 변동우의 여자친구 역할로 특별 출연을 했다. 2011년 11월에는 나인뮤지스와 함께 아랍에미리트 아부다비에서 열린 얏살람 2011 뮤직페스티벌에서 공연을 했다. 2011년 11월 16일에는 두 번째 EP 음반 《Brand New ELLY》를 발매했다. 앨범 발매에 앞서 2011년 11월 11일, 수록곡 〈웃기셔〉를 선공개했다. 타이틀곡은 〈Oh My Gosh〉인데, 스타제국에서 "기존의 정석적인 안무와 달리 종합적인 퍼포먼스를 선보이고자 했다. 각종 소품과 특수효과, 의상 등이 어우러져 완벽한 무대를 연출 할 것"이라고 말했다.
2012년 2월 서인영은 스타제국과 계약이 끝나고 더 자유로운 활동을 위해 자신의 아버지를 대표로 내세운 1인 기획사 서인영 컴퍼니를 세우며 소속사를 이적했다. 2012년 8월부터는 뷰티 전문 프로그램 SBSE! 《스타 뷰티 쇼》에 대표 진행자로 출연하고 있다. 2012년 8월 20일에는 새 싱글 〈ANYMORE〉을 발매했지만, 이번 노래로는 방송 활동을 하지 않는다고 밝혔다. 이후 10월 18일 새 싱글 〈Let's Dance〉를 발매했다. 이 노래는 서인영 컴퍼니를 설립한 이후 처음으로 발매한 노래로, 기획부터 홍보 스케줄까지 모두 서인영이 직접 참여했다. "Let's Dance"는 80년대 초반 디스코 음악을 재해석 한 것으로, 서인영은 그동안 해왔던 킬힐과 노출 있는 섹시한 옷 대신 운동화와 청재킷을 입으며 변화를 꾀했다. 서인영은 10월 18일 《엠카운트다운》을 시작으로 일주일간의 활동을 마쳤고, 2013년에 발매할 새 앨범 작업에 착수했다고 알렸다.
2013년 5월 15일에는 세 번째 미니 음반 《Forever Young》을 발매했다.

### 2015: Re birth, SIY
2015년 6월 9일 서인영은 다섯 번째 미니 음반 《Re birth》를 발매했다.

### 2016 ~ 현재: 너에게 안겨
2016년 6월 3일 서인영은 1년만에 싱글 앨범 《너에게 안겨》를 발매했다.

## 음악가적 기교

### 영향
서인영은 마돈나, 크리스티나 아길레라를 비롯한 미국 여성 댄스 가수들은 모두 자신의 롤모델이라고 말했다. 마돈나에 대해 "가수로서의 롤모델은 마돈나였다. 가수로서나 전체적인 패션에서 어쨌든 마돈나의 패션이 항상 있었던 것 같다. 때문에 지금까지도 정말 대단하다는 생각이 든다"며 YTN과의 인터뷰에서 말했다. 이렇게 마돈나를 우상으로 꼽으며 《2010 스타댄스 대격돌》에서 마돈나의 〈Hung Up〉을 그대로 재현하기도 했다. 또한 "크리스티나 아길레라가 국내에서 공연을 펼친다는 얘기를 듣고 기뻤다. 그날은 무슨 일이 있어도 일정을 조정해서 공연을 보러 갈 것이다."라며 크리스티나 아길레라에 대한 관심을 나타냈다. 이러한 관심으로 "Ain't no other man", "Not myself tonight", "Lady Marmalade" 등 아길레라의 노래들을 자주 선보였고, "서길레라"라는 별명이 붙기도 했다. 음악평론가 임진모는 "서인영 등 우리의 톱 여가수들은 아길레라의 '겉'은 따라잡았지만 고음 처리, 호흡, 발성 등 '속'은 갖추지 못하고 있다. 어쩌다 발라드를 부를 때 그 간극은 더 확연히 드러난다"고 말했다.
한국 가수중에선 엄정화를 존경, 롤모델로 꼽으며 "언제나 자신감 넘치고 당당한 모습 그리고 변화를 두려워하지 않고 도전적인 모습이 멋지다"라고 말했다. OSEN의 최나영은 "엄정화는 파격적인 콘셉트와 무대매너로 데뷔 때부터 일관되게 대중에게 기대감을 심어주는 한국 대표 여성 솔로가수다. 대중성과 독창성을 동시에 지닌 엄정화의 가수 활동이 서인영의 모습과도 흡사하다"고 기사를 썼다. 2005년 인터뷰 당시에는 섹시함의 모델이 이효리라며 "무조건 벗는다고 섹시함이 나오는 건 아니다. 힙합이 가미된 댄스음악을 하는 이효리 선배의 고급스러운 섹시함을 풍기고 싶다"고 말했다.

## 대중적 이미지
서인영은 평소에 패션에 대한 관심이 매우 높은 것으로 알려져 있는데, 그 중 특히 구두를 좋아하는 것으로 알려져 있다. 서인영이 패션에 대해 관심을 가지게 된 계기로 "지금은 아니지만 예전에 아빠가 구두를 좋아하셔서 구두가 많았다. 그걸 보고 자라서 습관이 되었다"고 MBC 《놀러와》에서 밝혔다. 서인영은 평소 킬힐 마니아로도 알려져 있는데, SBS 《밤이면 밤마다》에 출연해 킬힐은 자신의 발과 같다고 말하며 킬힐을 너무 많이 사들여 개인적으로 파산을 할 뻔했다고도 밝혔다. 2010년, 서인영이 〈리듬속으로〉로 컴백했을 때, 30cm에 달하는 높은 구두와 올림 머리 등 일명 앨리스 룩으로 많은 화제가 되었다. 주얼리 디자이너 김정주는 앨리스룩을 보고는 개성넘치는 독창적인 펑키락 패션이라 했다. 이러한 독특한 패션과 스타일은 레이디 가가, 마돈나와 같은 가수들과 자주 비교되었는데, 이에 대해 서인영은 "내 패션과 무대 컨셉트는 이들과 다르다고 자신한다. 스타일리스트와 해외에서 패션 공부를 한 지인과 나, 이렇게 세 명이 한 달 가량 만든 것이다"고 말했다. 대중문화평론가 강명석은 한국의 레이디 가가를 꼽는 기사에서 "스타일은 있지만 음악적 색깔이나 태도와 연결되지 않음으로써 인정받지 못했다"고 말했다. 가수 심수봉은 "서인영은 아주 멋쟁이다. 의상을 맡기고 싶을 정도로 감각이 뛰어나고 훌륭하다"고 말하며 서인영의 패션에 대한 관심을 나타냈다.
서인영의 이미지는 《우리 결혼 했어요》에서 크라운 제이와 함께 개미부부로 활동하며 확립되었는데, 활동 당시 드센 이미지로 별명이 '마녀'일 정도였다. 서인영은 이에 대해 "그 모습 때문에 솔직히 오해가 많았죠. 한쪽 면만 보고 그것이 재미있으니까 계속 방송에서 그렇게 내보냈죠. 물론 제 모습에 대해 부정하고 싶지는 않아요. 그런데 지금 방송을 보면 정말 악동같아 보여요. 크라운제이에게 미안하다고 문자까지 보냈어요."라고 말했다. 서인영은 이 프로그램에서 가식없이 모든 제멋대로 활동했던 이미지로 연예계에서는 많이 꺼려하던 이미지였다. 하지만, 서인영은 솔직함과 남을 의식하지 않는 스타일로 새로운 땅을 개척했다고 《인터뷰365》는 말했다.

## 논란
2017년 1월 서인영이 JTBC 예능 프로그램 《님과 함께2》 촬영 중 스태프와 격한 갈등이 있었으며, 그 과정에서 욕설이 있었다는 주장과 동영상이 익명의 제보자에 의해 인터넷에 올라오면서 파문이 일었다.

## 광고 및 기타 사업
서인영은 2009년 서울특별시 신사동에 패션브랜드 베이비펫 매장을 한국에서 처음으로 오픈했다. 또한 2011년 2월에는 리얼리티 프로그램 《서인영의 론치 마이 라이프》을 통해 제일모직 사원증을 발급받아 가방을 디자이너하는 크리에이티브 디렉터로 근무했었다. 당시 서인영은 프랑스의 명품 브랜드 니나리치 가방 디자이너로도 일하며 30, 50만원대의 가방을 디자인했다. 2011년 9월 CJ쇼핑은 슈대즐코리아의 공식 한국 론칭을 발표했고 서인영을 홍보 모델 겸 슈 스타일리스트로 발탁해 활동했다.

## 음반 목록
| 정규 음반 - 2007: 《Elly Is so HOT》 | 미니 음반 - 2010: 《Lov-Elly》 - 2011: 《Brand New ELLY》 - 2013: 《Forever Young》 - 2015: 《Re birth》 - 2015: 《SIY》 |

싱글 음반
- 2016 : 《너 에게 안 겨》

## 출연 작품
| 연도      | 제목                  | 역할                 | 비고                             |
| --------- | --------------------- | -------------------- | -------------------------------- |
| 2001      | 《학교 이야기》       |                      | 질투편                           |
| 2006      | 《레인보우 로망스》   | 복실이               | 150회 꿈은 이루어진다 편, 카메오 |
| 2009      | 《스타일》            | 앨리 서              | 11회, 카메오                     |
| 2011~2012 | 《애정만만세》        | 변동우의 전 여자친구 | 1~2회, 특별출연                  |
| 2016      | 《한 번 더 해피엔딩》 | 홍애란               |                                  |

| 연도    | 제목                             | 역할                | 비고    |
| ------- | -------------------------------- | ------------------- | ------- |
| 2008    | 《우리 결혼했어요》              |                     |         |
| 2008    | 《서인영의 카이스트》            |                     |         |
| 2008    | 《야심만만 예능선수촌》          |                     |         |
| 2008    | 《뮤직뱅크》                     | 진행                |         |
| 2009    | 《서인영의 신상친구》            |                     |         |
| 2009    | 《오빠밴드》                     |                     |         |
| 2010    | 《프로젝트 런웨이 코리아 시즌2》 | 심사위원            |         |
| 2010    | 《슈퍼스타K 2》                  | 심사위원            |         |
| 2010    | 《Mnet 20's Choice》             | 진행                |         |
| 2011    | 《서인영의 론치 마이 라이프》    |                     |         |
| 2011    | 《슈퍼스타K 3》                  | 심사위원            |         |
| 2012~14 | 《스타 뷰티 쇼》                 |                     | 시즌1~4 |
| 2012    | 《슈퍼스타K 4》                  | 심사위원            |         |
| 2013    | 《엠넷 보이스 키즈》             | 심사위원            |         |
| 2013    | 《대단한 시집》                  |                     |         |
| 2014    | 《주병진의 방자전》              |                     |         |
| 2015    | 《썸남썸녀》                     |                     |         |
| 2015    | 《미스터리 음악쇼 복면가왕》     | 대박찬스 원플러스원 |         |
| 2016    | 《진짜 사나이》                  |                     |         |
| 2016    | 《걸스피릿》                     |                     |         |
| 2016    | 《마이 리틀 텔레비전》           |                     |         |
| 2016    | 《님과 함께2- 최고의 사랑》      |                     |         |
| 2017    | 《플랜걸》                       |                     |         |
| 2019    | 《바 페르소나》                  |                     |         |
| 2020    | 《내게 ON 트롯》                 |                     |         |
| 2021    | 《구해줘! 홈즈》                 |                     |         |
| 2022    | 《신발 벗고 돌싱포맨》           | 게스트              |         |
| 2023    | 《옥탑방의 문제아들》            |                     |         |
| 2023    | 《사장님 귀는 당나귀 귀》        |                     |         |

## 수상 및 후보
| 연도 | 시상식                    | 후보 작품                       | 수상 부문                      | 결과 |
| ---- | ------------------------- | ------------------------------- | ------------------------------ | ---- |
| 2008 | MBC 연예대상              | 서인영                          | 특별상 베스트 브랜드상         | 수상 |
| 2008 | MBC 연예대상              | 서인영                          | 쇼 버라이어티 부문 우수상      | 수상 |
| 2008 | 코리아 패션&디자인 어워드 | 서인영                          | 올해의 패션 아이콘             | 수상 |
| 2008 | 스타일 아이콘 어워즈      | 서인영                          | 가수부문                       | 수상 |
| 2008 | Mnet 20's Choice          | 서인영                          | HOT 커플상                     | 수상 |
| 2008 | Mnet 20's Choice          | "신데렐라"                      | 클럽 뮤직상                    | 후보 |
| 2010 | Mnet 아시안 뮤직 어워드   | "사랑이라 쓰고 아픔이라 부른다" | 여자 가수상                    | 후보 |
| 2010 | Mnet 아시안 뮤직 어워드   | "사랑이라 쓰고 아픔이라 부른다" | BEST 보컬 퍼포먼스상           | 후보 |
| 2011 | Mnet 아시안 뮤직 어워드   | 리듬속으로                      | 스타일 인 뮤직                 | 수상 |
| 2011 | Mnet 아시안 뮤직 어워드   | 리듬속으로                      | 여자가수상                     | 후보 |
| 2012 | Mnet 아시안 뮤직 어워드   | "Let's Dance"                   | 올해의 노래                    | 후보 |
| 2012 | Mnet 아시안 뮤직 어워드   | "Let's Dance"                   | 베스트 댄스 퍼포먼스 솔로      | 후보 |
| 2013 | Mnet 아시안 뮤직 어워드   | "나를 사랑해줘"                 | 베스트 댄스 퍼포먼스 여자 솔로 | 후보 |